# Дрбетинци
Дрбетинци (словен. Drbetinci) су насељено место у општини Свети Андраж в Словенских Горицах, Подравска регија, Словенија.

## Историја
До територијалне реорганизације у Словенији били су у саставу старе општине Птуј.

## Становништво
У попису становништва из 2011. године, Дрбетинци су имали 233 становника.
| Број становника према пописима | Број становника према пописима | Број становника према пописима |
| ------------------------------ | ------------------------------ | ------------------------------ |
| 1991                           | 2002                           | 2011                           |
| 223                            | 223                            | 233                            |

## Галерија
- Јанжекова капела
- Павличева капела
- Вершичева капела
- засеок Дрбетиншки Врх